# Nízkoprofilová pneumatika

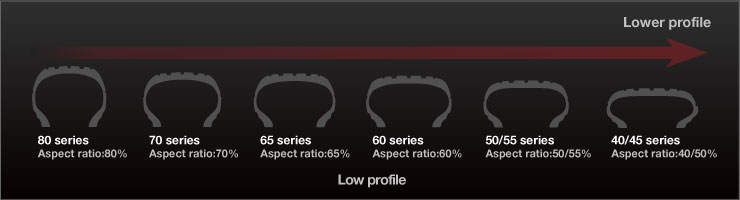
Změna profilu pneumatiky s klesající výškou bočnice

Obecně lze považovat pneumatiku za nízkoprofilovou, pokud výška její bočnice představuje 40 % z šířky pneumatiky.
Současné automobilové technologie umožňují konstrukci kvalitních podvozků a tlumících soustav, které zajišťují dobré jízdní vlastnosti, cestovní komfort a bezpečnost. Proto trend ve výrobě pneumatik spěje ke snižování výšky bočnice a zvětšování průměru disku a tím zvýšení kontaktu s vozovkou. Tím se dosáhne lepší odezvy na řízení, zvýší se bezpečnost a to především na mokré vozovce. Spolu s litými koly tvoří výrazný estetický prvek vozu.

## Hlavní přednosti
- Větší kontaktní plochy pneumatiky a vozovky.
- Lepší stabilita za vyšších rychlostí.
- Tužší bočnice s výhodami radiální konstrukce.
- Menší přenos vibrací do řízení při průjezdu zatáček.
- Lepší ovladatelnost vozu a odezvy na řízení.
- Možnost efektivnějšího návrhu dezénu.